# Architectonica
Architectonica is een geslacht van recente en fossiele slakken uit de familie van de Architectonicidae. De wetenschappelijke naam van het geslacht is voor het eerst geldig gepubliceerd in 1798 door Peter Friedrich Röding in zijn catalogus van de schelpenverzameling van de overleden  Johann Friedrich Bolten. Röding noemde ze "perspectiefslakken", naar de soort Architectonica perspectiva.
Architectonica hebben middelgrote, stevige, vrij afgeplatte kegelvormige schelpen met een diameter tot 70 mm, en met een uitgesproken spiraalsculptuur. De teleoconch heeft zeven windingen. Elke winding bestaat uit vier afzonderlijke, duidelijk te onderscheiden spiraalbanden.

## Soorten[3]
- Architectonica arcana Bieler, 1993
- Architectonica consobrina Bieler, 1993
- Architectonica grandiosa Iredale, 1931
- Architectonica gualtierii Bieler, 1993
- Architectonica karsteni Rutsch, 1934
- Architectonica laevigata (Lamarck, 1816)
- Architectonica maculata (Link, 1807)
- Architectonica maxima (Philippi, 1849)
- Architectonica modesta (Philippi, 1849)
- Architectonica nobilis Röding, 1798
- Architectonica perdix (Hinds, 1844)
- Architectonica perspectiva (Linnaeus, 1758)
- Architectonica proestleri Alf & Kreipl, 2001
- Architectonica purpurata (Hinds, 1844)
- Architectonica spinogula Laws, 1941 † (fossiele soort uit het Tertiair[4])
- Architectonica stellata (Philippi, 1849)
- Architectonica taylori (Hanley, 1862)
- Architectonica trochlearis (Hinds, 1844)
- Architectonica regia (Hanley, 1862) (taxon inquirendum)
- Architectonica kochii Dall, 1909 (nomen dubium)